# Situace (edice)
Situace byla edice publikací o výtvarném umění, kterou vydávala Jazzová sekce Svazu hudebníků v sedmdesátých a osmdesátých letech 20. století. Edici řídil Karel Srp mladší. Publikace měly jednotnou grafickou úpravu, jejímž autorem byl Joska Skalník, formát A4 a rozsah 20 stran černobílého tisku na křídovém papíře. Edice se osamostatnila z původní rubriky časopisu JAZZ. 

## Rubrika časopisu JAZZ
- JAZZ 23 - Karel Miler, duben 1978, str 58-59
- JAZZ 24 - Milan Grygar, prosinec 1978, str. 38-40
- JAZZ 25 - Stanislav Zippe, červen 1979, str. 42-43
- JAZZ 26 - Jiří Kovanda, duben 1980, str. 56-58
- JAZZ 27/28 - Václav Vokolek, červen 1980, str. 98-99

## Samostatné svazky
- 1 Adriena Šimotová : koláže – objekty – kresby, březen 1979
- 2 Karel Miler : možnosti, duben 1978
- 3 Jitka Svobodová : kresby a objekty, květen 1979
- 4 Milan Grygar : kresby, září 1979
- 5 Emila Medková : fotografie, prosinec 1979
- 6 Stanislav Kolíbal : mezi prostorem a plochou, květen 1980
- 7 Jan Svoboda : fotografie, červenec 1980
- 8 Eva Kmentová : kresby, plastiky, listopad 1980
- 9 Libor Fára : dialog projektu okno, prosinec 1980
- 10 Václav Boštík : obrazy, duben 1981
- 11 Petr Štembera : performance, květen 1981
- 12 Karel Malich : vědomí a kosmické energie, listopad 1982
- 13 Dalibor Chatrný : prostorové orientace, leden 1982
- 14 Hugo Demartini : modely, leden 1983
- 15 Vladimír Janoušek : změny, říjen 1983

V letech 1983-4 byly připraveny do tisku další svazky, které už nevyšly:
- 16: Čestmír Kafka, Situace
- 17: Květa a Jitka Válovy